# Calmar totam
Doryteuthis pealeii
Espèce
Synonymes
- Loligo pealeii (Lesueur, 1821)

Le calmar totam (Doryteuthis pealeii) est une espèce de calmar de la famille des Loliginidae.